# Vanesa Gottifredi
Vanesa Gottifredi (Salta, 13 de noviembre de 1969) es una científica argentina, licenciada en química y doctora en biología humana. Se desempeña como investigadora en la categoría Investigador Principal de la Carrera del Investigador Científico y Tecnológico (CICT) del Consejo Nacional de Investigaciones Científicas y Técnicas (CONICET) y como jefa de laboratorio de Ciclo Celular y Estabilidad Genómica del Instituto Leloir. Se especializa en los mecanismos de respuesta de las células tumorales a la quimioterapia, trabajo por el cual fue premiada por la Fundación Alexander Von Humboldt y L'Oreal-UNESCO.

## Trayectoria profesional
Vanesa Gottifredi realizó sus estudios de grado en la Universidad Nacional de Salta, donde obtuvo la licenciatura en química en 1992. Luego estudió en la Universidad de Roma “La Sapienza“ donde se graduó como doctora en biología humana en 1998. Posteriormente realizó estudios posdoctorales en biología celular y cáncer en la Universidad de Columbia, Estados Unidos.
Como jefa del laboratorio de Ciclo Celular y Estabilidad Genómica de la Fundación Instituto Leloir, lleva adelante investigaciones sobre los mecanismos de defensa que utilizan tanto las células normales como las tumorales para hacer frente a eventos adversos, y cómo las células malignas evaden el ataque de la quimioterapia.

## Premios
- Premio-Mención L'Oréal-UNESCO, 2013.
- Premio Houssay, 2015.
- Premio Friedrich Wilhelm Bessel, 2017.
- Premio Premio Ben Barres,“eLife”, 2019.
- Premio Nacional L'Oreal-UNESCO "Por las Mujeres en la Ciencia” en colaboración con el CONICET, 2019.[3][4][9][10][11]